# أوسيبيو جارثيا ألونسو
يوسيبيو غارسيا ألونسو (فيتوريا، 15 ديسمبر 1890 - بلباو، 3 يوليو 1964) كان طبيب جراح متخصص في المسالك البولية. عمل في مستشفى بلباو ساناتوريو وفي مستشفى باسوورتو في بلباو.

## السيرة الذاتية
كان مديراً ومالكاً لمستشفى بلباو ساناتوريو. عند وفاته، تبرع به لراهبات خادمات يسوع اللواتي يديرنه حالياً. يوجد تمثال نصفي له عند مدخل الجناح المخصص لتخصص المسالك البولية في المستشفى. 
شارك أيضاً في الحرب الأهلية الإسبانية كرتيب في الفرقة الزرقاء. سُمّي شارع باسمه في حي سان إغناسيو ببلباو من الستينيات حتى 2017.